# 日高三石駅
日高三石駅（ひだかみついしえき）は、北海道（日高振興局）日高郡新ひだか町三石旭町にあった、北海道旅客鉄道（JR北海道）日高本線の駅（廃駅）である。電報略号はヒツ。事務管理コードは▲132218。
1986年（昭和61年）10月まで運行されていた急行「えりも」の停車駅であった。

## 歴史

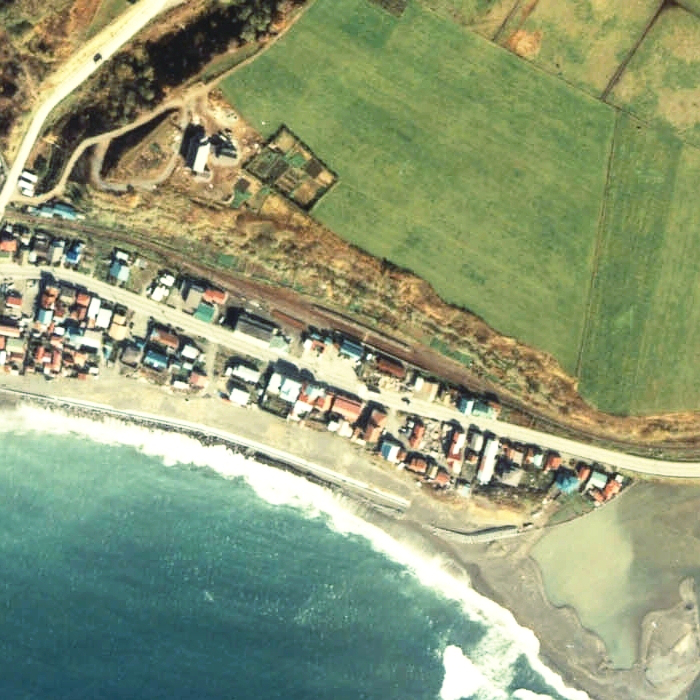
1978年の日高三石駅と周囲約500m範囲。右が様似方面。相対式ホーム2面2線で、駅舎側ホームが切り欠き状の貨物ホームとなっており、積み降ろし線が引きこまれている。

- 1933年（昭和8年）12月15日：国有鉄道日高線静内駅 - 当駅間延伸開通に伴い開業。一般駅[1]。
- 1935年（昭和10年）10月24日：当駅 - 浦河駅間延伸開通に伴い中間駅となる。
- 1977年（昭和52年）2月1日：貨物取扱い廃止[1]。日本交通観光社が出改札業務を行う業務委託駅となる[新聞 1]。
- 1984年（昭和59年）
  - 2月1日：荷物取扱い廃止[1]。
  - 3月31日：駅員無配置駅となる[3]。
  - 4月1日：簡易委託化。
- 1986年（昭和61年）11月1日：日高本線の特殊自動閉塞（電子符号照査式）化に伴う交換可能駅集約に伴い、棒線化[4]。
- 1987年（昭和62年）
  - 4月1日：国鉄分割民営化に伴い、北海道旅客鉄道（JR北海道）の駅となる[1]。
  - 月日不詳：貨車駅舎に改築[5]。
- 時期不詳[注 1]：簡易委託廃止、完全無人化。
- 1993年（平成5年）12月：駅舎改築、「ふれあいサテライトみついし」となる[新聞 2][新聞 3]。
- 2015年（平成27年）
  - 1月8日：厚賀駅 - 大狩部駅間の高波被害により列車の運行を休止[JR北 2]。
  - 1月27日：静内駅 - 様似駅間で列車の運行を再開[JR北 3]。
  - 2月28日：厚賀駅 - 大狩部駅間の土砂流出により再び列車の運行を休止[JR北 4]。
  - 4月29日：代行バスの乗降場所を国道235号上に移設[JR北 5]。
- 2021年（令和3年）4月1日：鵡川駅 - 様似駅間の廃止に伴い、廃駅となる[JR北 1][運輸局 1]。

### 駅名の由来
当駅の所在する地名に旧国名の「日高」を冠する。地名は、アイヌ語の pit-o-usi「ピトウシ」（小石の多い土地の意）または、「イマニツ・ウシ」（魚を焼く串のある所）に由来する。或いは「イマニツ・ウシ」（同名）の大岩が川辺に存在していたことから付けられたとする別説もある。また山陽本線に同名の三石駅が既に存在することから、旧国名を冠した。

## 駅構造
単式ホーム1面1線を有した地上駅だった。ホームは線路の南側（様似方面に向かって右手側）に存在した。転轍機を持たない棒線駅となっていた。かつては相対式ホーム2面2線を有する列車交換可能な交換駅であった。駅舎側が上りの1番線、駅舎と反対側が下りの2番線となっていた。互いのホームは駅舎側ホーム東側と対向側ホーム東側を結んだ構内踏切で連絡していた。使われなくなった旧下り線は1993年（平成5年）3月までに撤去されたが、ホームは荒れた状態ながら残存していた。そのほか1983年（昭和58年）4月時点では1番線の苫小牧方から分岐し駅舎西側のホーム切欠き部分の貨物ホームへの貨物側線を1線有していた。様似方のホーム手前の線路は転轍機の名残で湾曲していた。
静内駅が管理していた無人駅だった。駅舎は構内の南側に位置しホームに接している。有人駅時代の駅舎は改築され、緩急車2輌を合わせた貨車駅舎を経て、1993年（平成5年）より道の駅或いはドライブインを思わせる、明かり採りの塔を有する、外壁及び内装が板張りで仕上げられた現駅舎である新ひだか町の施設・「ふれあいサテライトみついし」が供用されている。駅舎内にトイレを有する。かつてはKIOSKも入店していたが撤退した。

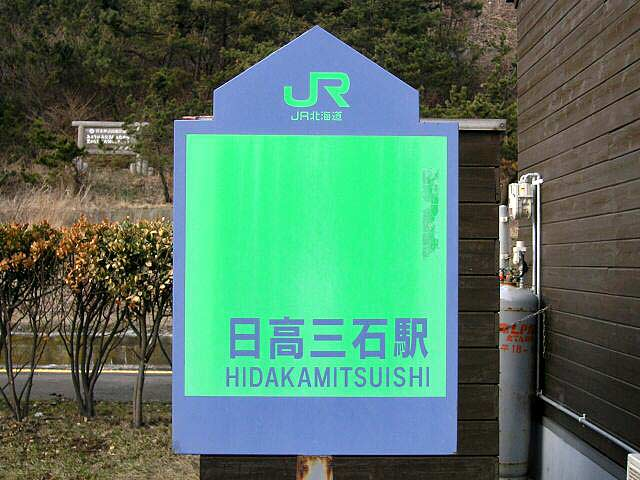
看板の拡大（2005年4月）
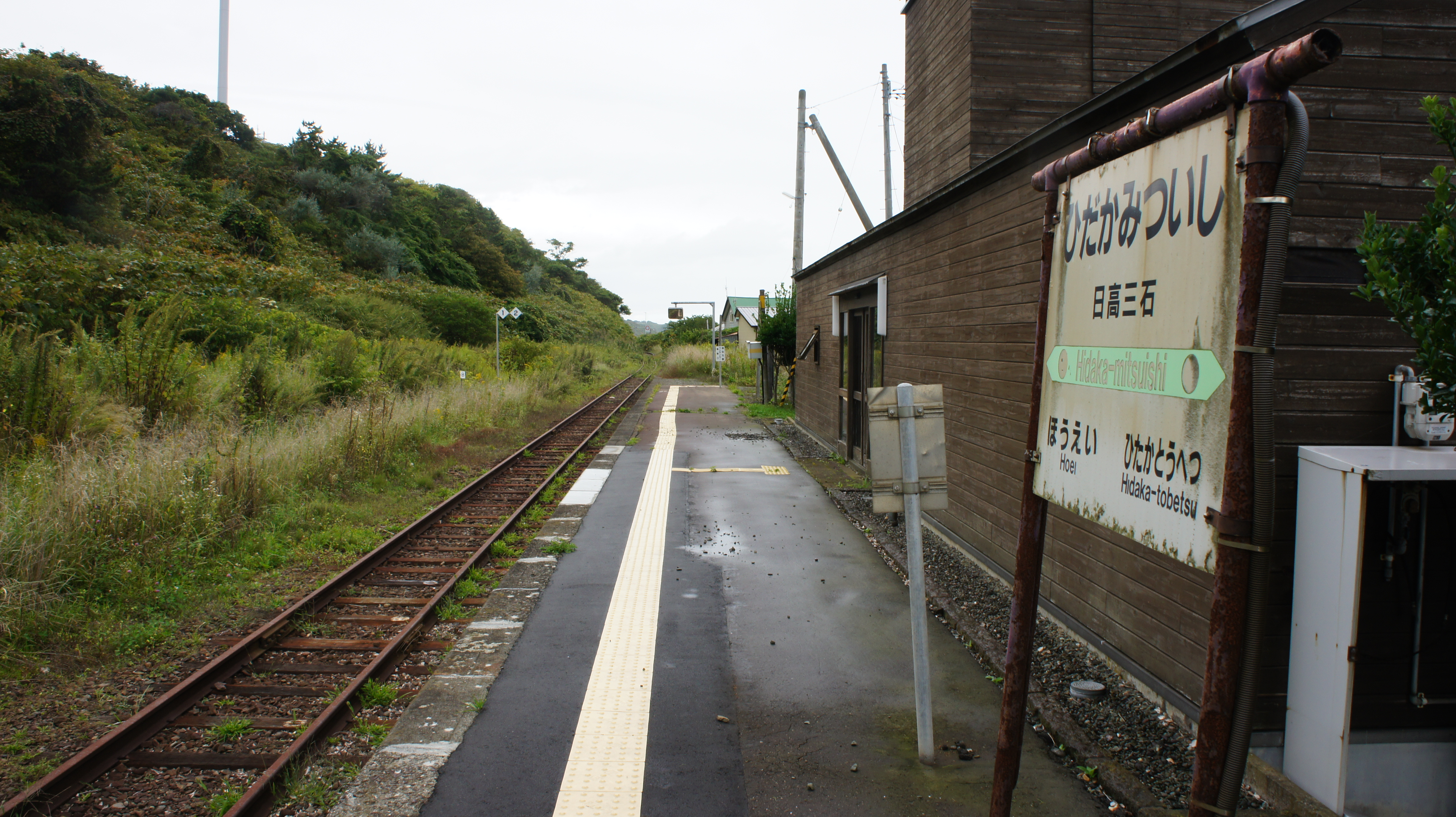
ホーム（2017年9月）
旧下り線ホーム（2005年4月）
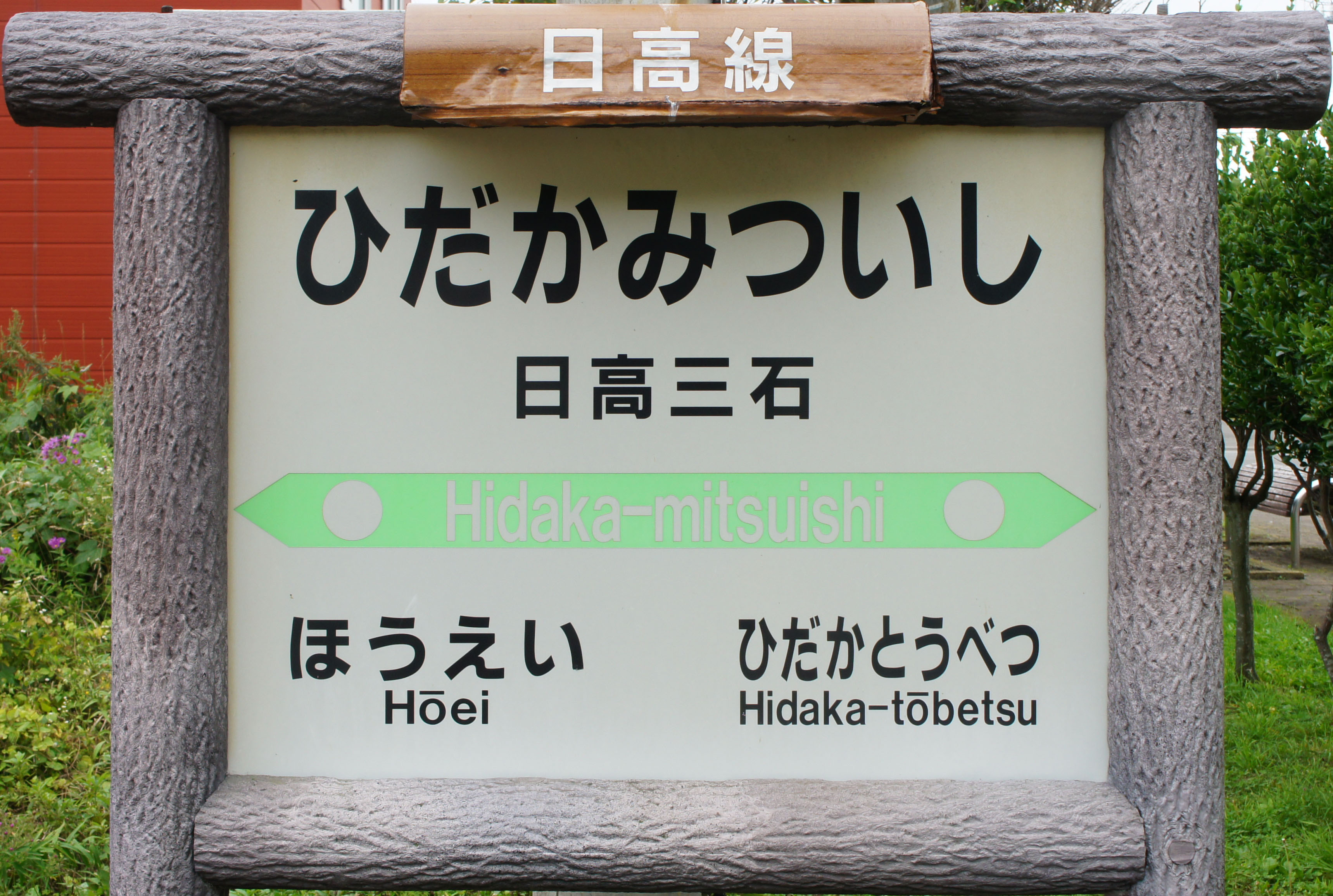
駅名標（2017年9月）

## 利用状況
乗車人員の推移は以下のとおり。年間の値のみ判明している年については、当該年度の日数で除した値を括弧書きで1日平均欄に示す。乗降人員のみが判明している場合は、1/2した値を括弧書きで記した。また、「JR調査」については、当該の年度を最終年とする過去の各調査日における平均である。当駅についてはバス代行期間が存在するため、一部でバスと列車が別集計となっているほか、各年で集計期間が異なる。備考も参照。
| 年度               | 乗車人員 | 乗車人員 | 乗車人員 | 乗車人員 | 出典        | 備考                       |
| 年度               | 年間     | 1日平均  | JR調査   | JR調査   | 出典        | 備考                       |
| 年度               | 年間     | 1日平均  | 列車     | 代行バス | 出典        | 備考                       |
| ------------------ | -------- | -------- | -------- | -------- | ----------- | -------------------------- |
| 1981年（昭和56年） |          | (86.5)   |          |          | [ 6 ]       | 1日乗降人員：173           |
| 1992年（平成04年） |          | (106.0)  |          |          | [ 5 ]       | 1日乗降人員：212           |
| 2014年（平成26年） |          |          | 38       |          | [ JR北 6 ]  | 当年の列車は単年の値。     |
| 2017年（平成29年） |          |          |          | 34       | [ JR北 7 ]  | 当年の代行バスは単年の値。 |
| 2018年（平成30年） |          |          |          | 35.5     | [ JR北 8 ]  | 代行バスの値は過去2年平均  |
| 2019年（令和元年） |          |          |          | 35.7     | [ JR北 9 ]  | 代行バスの値は過去3年平均  |
| 2020年（令和02年） |          |          |          | 35.0     | [ JR北 10 ] | 代行バスの値は過去4年平均  |

## 駅周辺
- 国道235号
- 新ひだか町役場三石庁舎（旧・三石町役場）
- 静内警察署三石駐在所
- 三石郵便局
- 日高信用金庫三石支店
- ひだか漁業協同組合三石支所
- 三石川
- 道南バス「三石駅前」停留所

## 隣の駅
北海道旅客鉄道（JR北海道）
日高本線
日高東別駅 - 日高三石駅 - 蓬栄駅